# Caradrina persimilis
Caradrina persimilis är en fjärilsart som beskrevs av Lionel Walter Rothschild, 1920. Caradrina persimilis ingår i släktet Caradrina och familjen nattflyn, Noctuidae. Inga underarter finns listade i Catalogue of Life.